# Nichirin
Le Nichirin (にちりん) est un train express existant au Japon et exploité par la JR Kyushu, qui relie les villes de Fukuoka, Kitakyūshū et Ōita à Miyazaki. Nichirin signifie soleil en japonais.

## Gares desservies
Le Nichirin circule principalement de la gare d'Ōita à la gare de l'aéroport de Miyazaki en empruntant la ligne principale Nippō et la ligne de l'Aéroport de Miyazaki. Certains trains continuent jusqu'à la gare de Kokura, et le Nichirin Sea Gaia (にちりんシーガイア) va jusqu'à la gare de Hakata en empruntant la ligne principale Kagoshima.
| Nom des gares        | Nichirin | Nichirin Sea Gaia |
| -------------------- | -------- | ----------------- |
| Hakata               |          | ●                 |
| Yoshizuka            |          | ○                 |
| Kashii               |          | ●                 |
| Fukuma               |          | ○                 |
| Akama                |          | ●                 |
| Orio                 |          | ●                 |
| Kurosaki             |          | ●                 |
| Kokura               | ●        | ●                 |
| Yukuhashi            | ●        | ●                 |
| Unoshima             | ●        | \|                |
| Nakatsu              | ●        | ●                 |
| Yanagigaura          | ●        | \|                |
| Usa                  | ●        | \|                |
| Kitsuki              | ●        | ○                 |
| Kamegawa             | ○        | \|                |
| Beppu                | ●        | ●                 |
| Ōita                 | ●        | ●                 |
| Tsurusaki            | ●        | ●                 |
| Ōzai                 | ○        | \|                |
| Kōzaki               | ○        | \|                |
| Usuki                | ●        | ●                 |
| Tsukumi              | ●        | ●                 |
| Saiki                | ●        | ●                 |
| Nobeoka              | ●        | ●                 |
| Minami-Nobeoka       | ●        | ●                 |
| Kadogawa             | ○        | \|                |
| Hyūgashi             | ●        | ●                 |
| Tsuno                | ○        | \|                |
| Takanabe             | ●        | ●                 |
| Sadowara             | ●        | ●                 |
| Miyazaki-jingū       | ○        | \|                |
| Miyazaki             | ●        | ●                 |
| Minami-Miyazaki      | ●        | ●                 |
| Aéroport de Miyazaki | ●        | ●                 |

Les gares marquées ● sont desservies par tous les trains, et celles marquées ○ ne sont desservies que par certains trains. 

## Matériel roulant
Les services Nichirin sont effectués par des rames séries 787. Ils étaient autrefois effectués par des rames séries 783, 885, 883, 583, 485, 481 et KiHa 80.

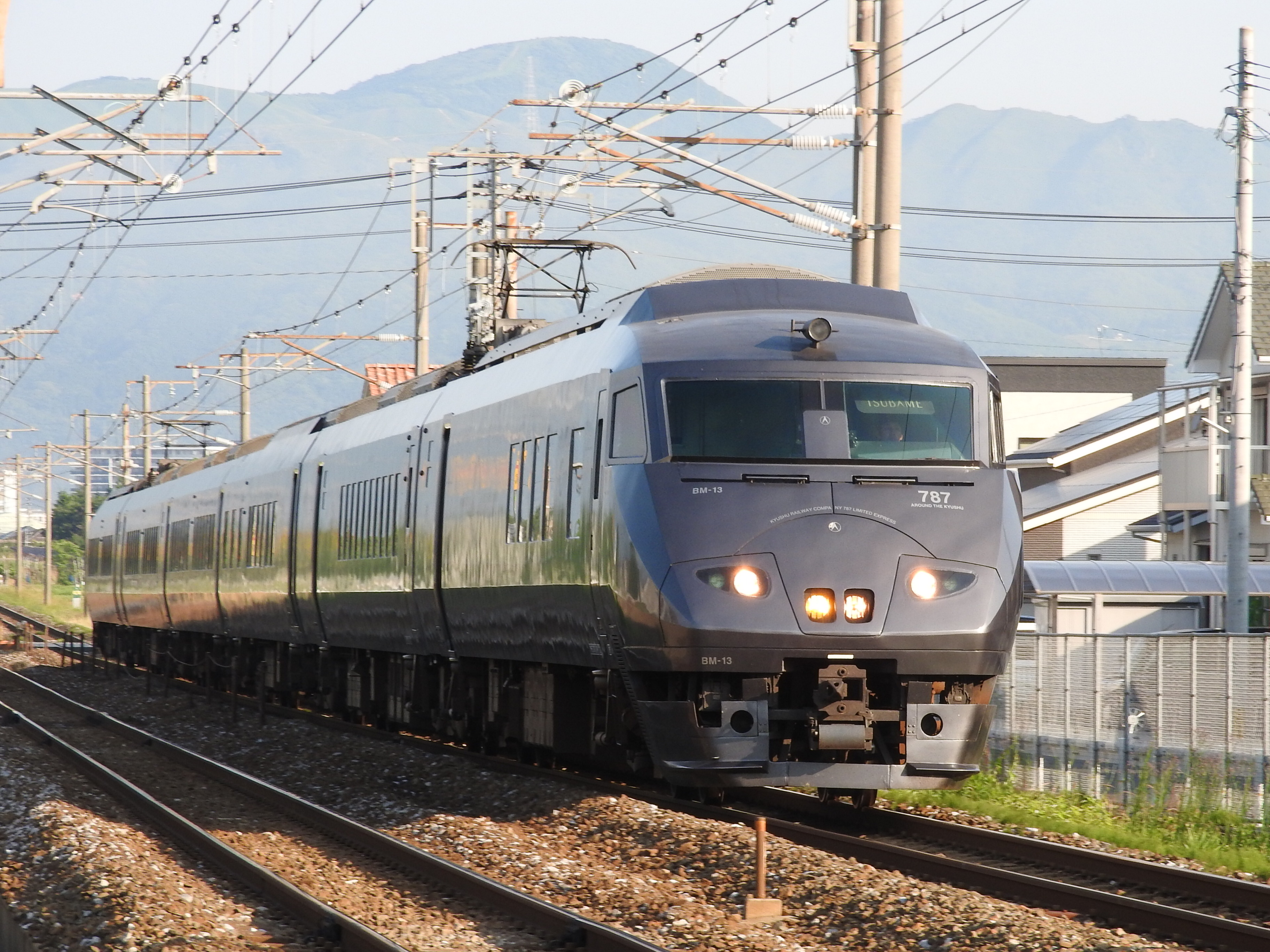
Série 787
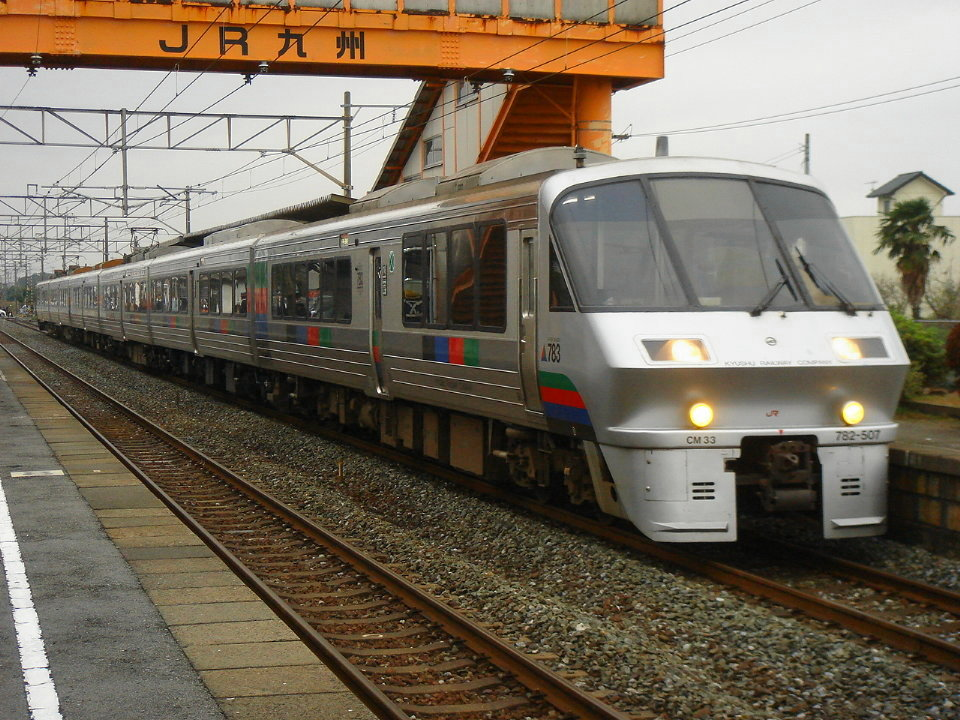
Série 783
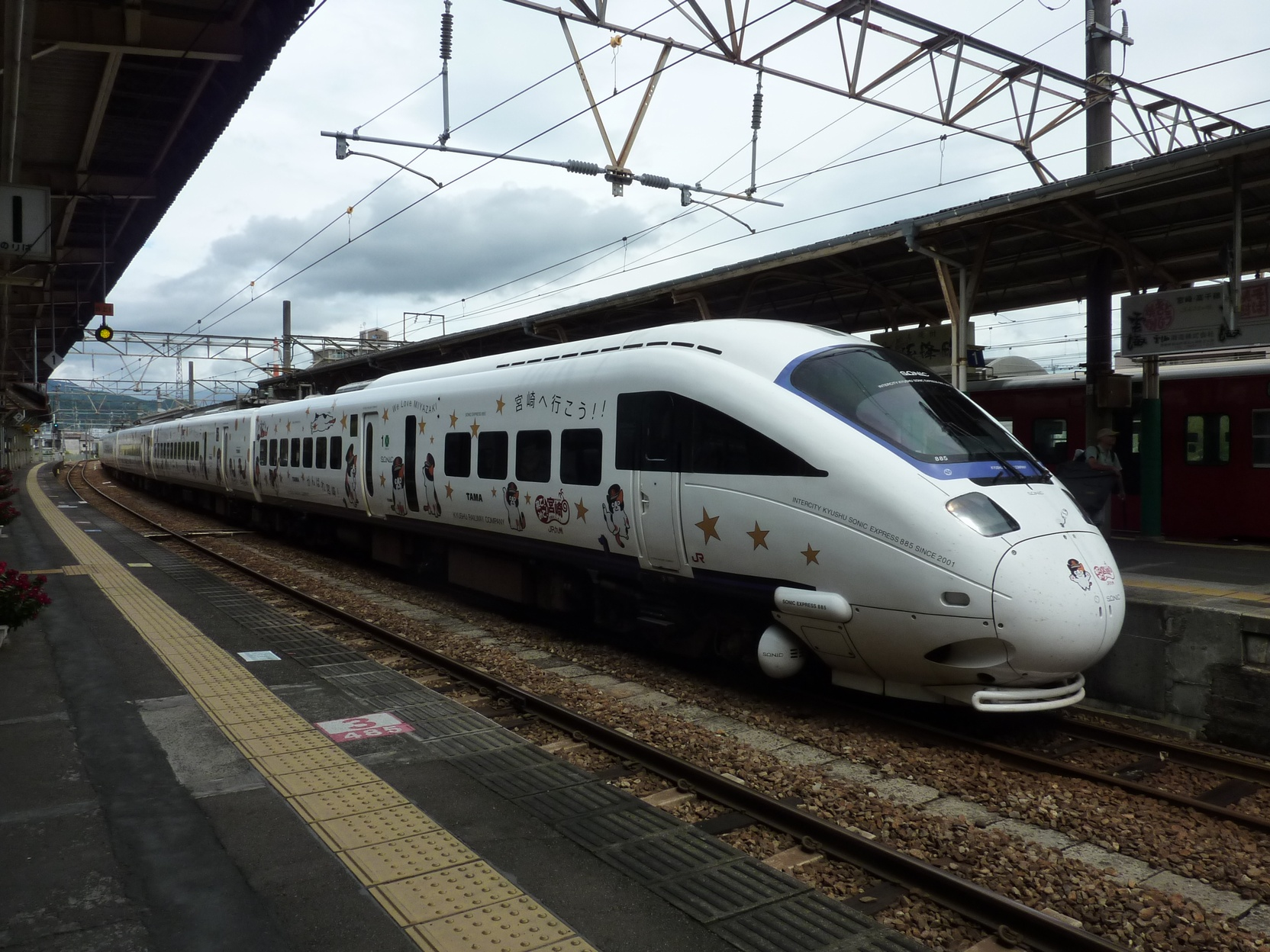
Série 885
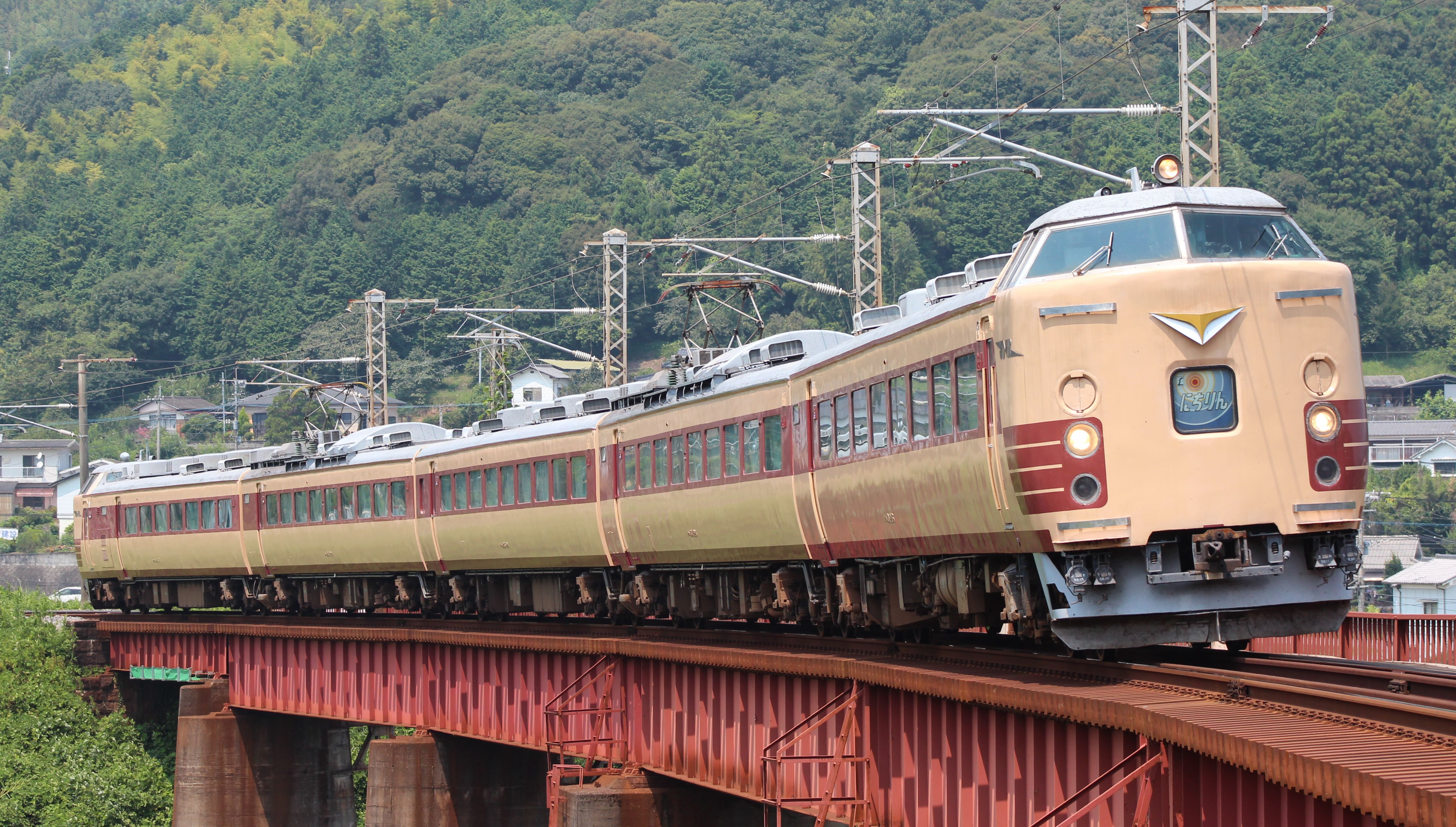
Série 485
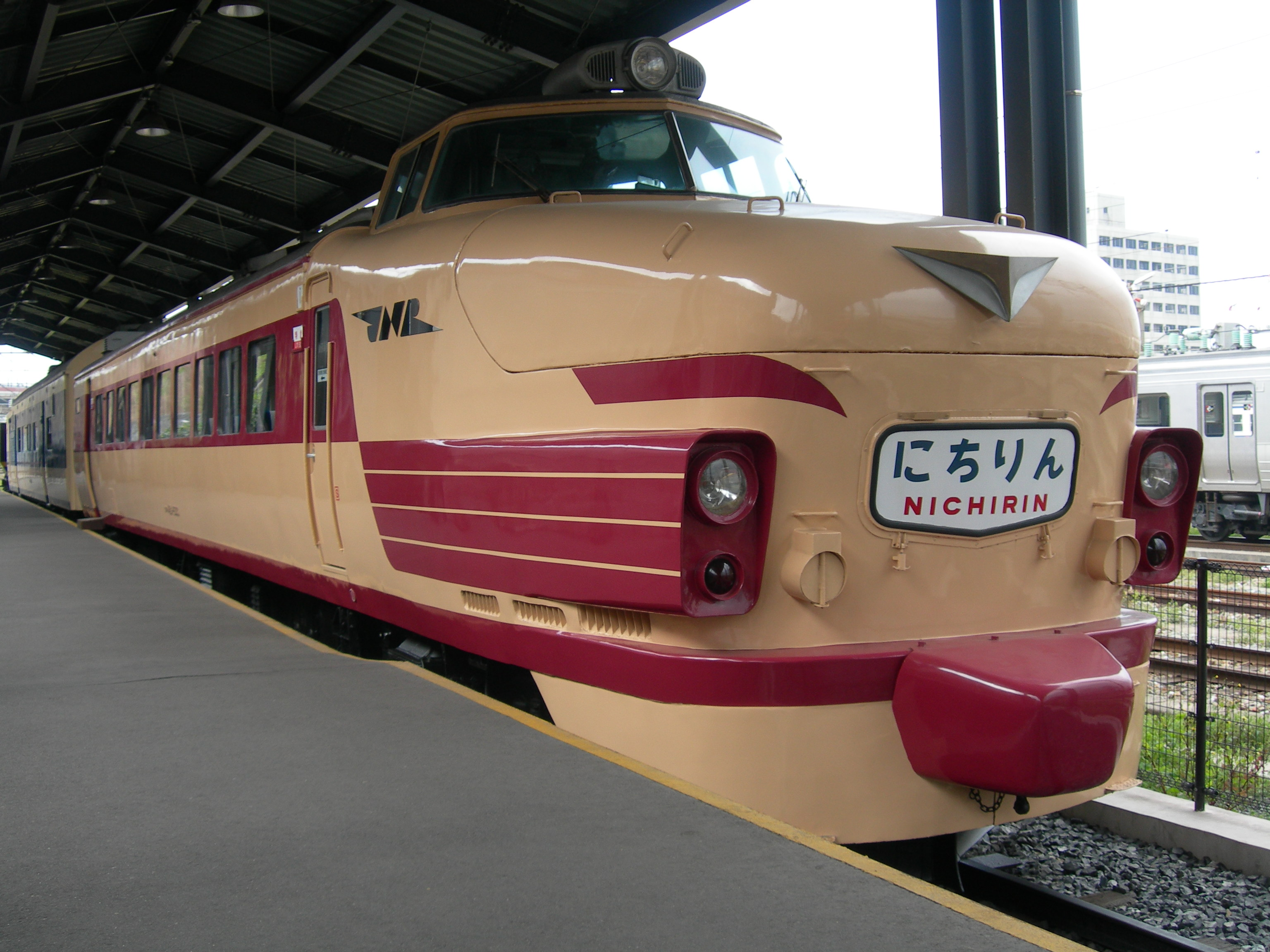
Série 481